# Government of Wales Act 2006
Government of Wales Act 2006 er den walisiske hjemmestyrelov. Loven blev vedtaget af det britiske parlament i 2006 og stadfæstet af dronning Elizabeth 2. af Storbritannien den 25. juli samme år.  

## Lovgivende nationalforsamling
Loven giver den walisiske nationalforsamling lovgivende myndighed på de områder, hvor kompetencen er overført til de walisiske myndigheder. 
Nationalforsamlingen blev oprettet som en rådgivende forsamling i 1999. Forsamlingen blev oprettet i henhold til Government of Wales Act 1998.  

## Britisk forfatning
Government of Wales Act 2006 betragtes som en del af Storbritanniens forfatning. Loven er ikke traktat mellem Storbritannien og Wales. Derfor kan det britiske parlament ensidigt trække loven tilbage. 